# 양가장

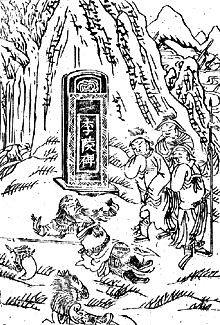
비석에 머리를 부딪쳐서 자결하는 양업

양가장(중국어: 楊氏將)은 중국 송나라 초기의 무관 가문인 양씨 가문에 관한 설화, 희곡, 소설을 통틀어 이르는 용어이다. 양가장 이야기는 거란이 통치하는 요나라와 탕구트가 통치하는 서하 등 외국 군대로부터 조국을 지키기 위해 자신을 희생한 양씨 가문의 흔들리지 않는 충성심과 용기를 그렸다. 

## 등장 인물

### 양씨 가문
- 양업(楊業): 양가장의 주인공이며 북한 출신의 송나라의 장수이다. 송의 명장이자 충신으로 활약하지만 조정의 중신인 반인미의 책모에 의해 이릉비(李陵碑)에 머리를 부딪쳐 자결한다.
- 사새화(佘賽花): 양업의 부인이다.
- 양연평(楊延平): 양업의 장남이다.
- 양연정(楊延定): 양업의 차남이다.
- 양연휘(楊延輝): 양업의 3남이다.
- 양연랑(楊延朗): 양업의 4남이다.
- 양연덕(楊延徳): 양업의 5남이다.
- 양연소(楊延昭): 양업의 6남이다. 양업의 아들들 중 유일한 실제 역사적 인물이다.
- 양연사(楊延嗣): 양업의 7남이다.
- 양연순(楊延順): 양업의 8남이다.
- 양종보(楊宗保): 양연소의 아들이다.
- 양문광(楊文廣): 양종보의 아들이다. 실제로는 양연소의 아들로서 양업, 양연소, 양문광의 3대가 나란히 장군으로 활약하여 양가장 이야기의 기반이 되었다.

### 송나라
- 태종(太宗) - 송나라의 제2대 황제이다.
- 조덕방(趙徳芳): 태종의 아우로 팔현왕(八賢王)이다. 양씨 가문의 조력자이다. 실제 태종의 아우인 조덕방과 태종의 8남인 조원엄(趙元儼)을 합친 인물이다.
- 반인미(潘仁美): 실존 인물인 반미의 이름을 바꾼 악역이다. 실제 역사와는 달리 간신으로 등장한다.
- 구준(寇准)

### 요나라
- 소황후(蕭皇后): 요나라의 황후.
- 명희공주(明姬公主): 요나라의 공주로 은경공주(銀鏡公主)라고도 한다. 양씨 가문 4남인 양연랑을 사모하게 된다.

### 기타
- 목계영(穆桂英)